# Boulevard De Maisonneuve
Pour les articles homonymes, voir Boulevard Maisonneuve et Maisonneuve.

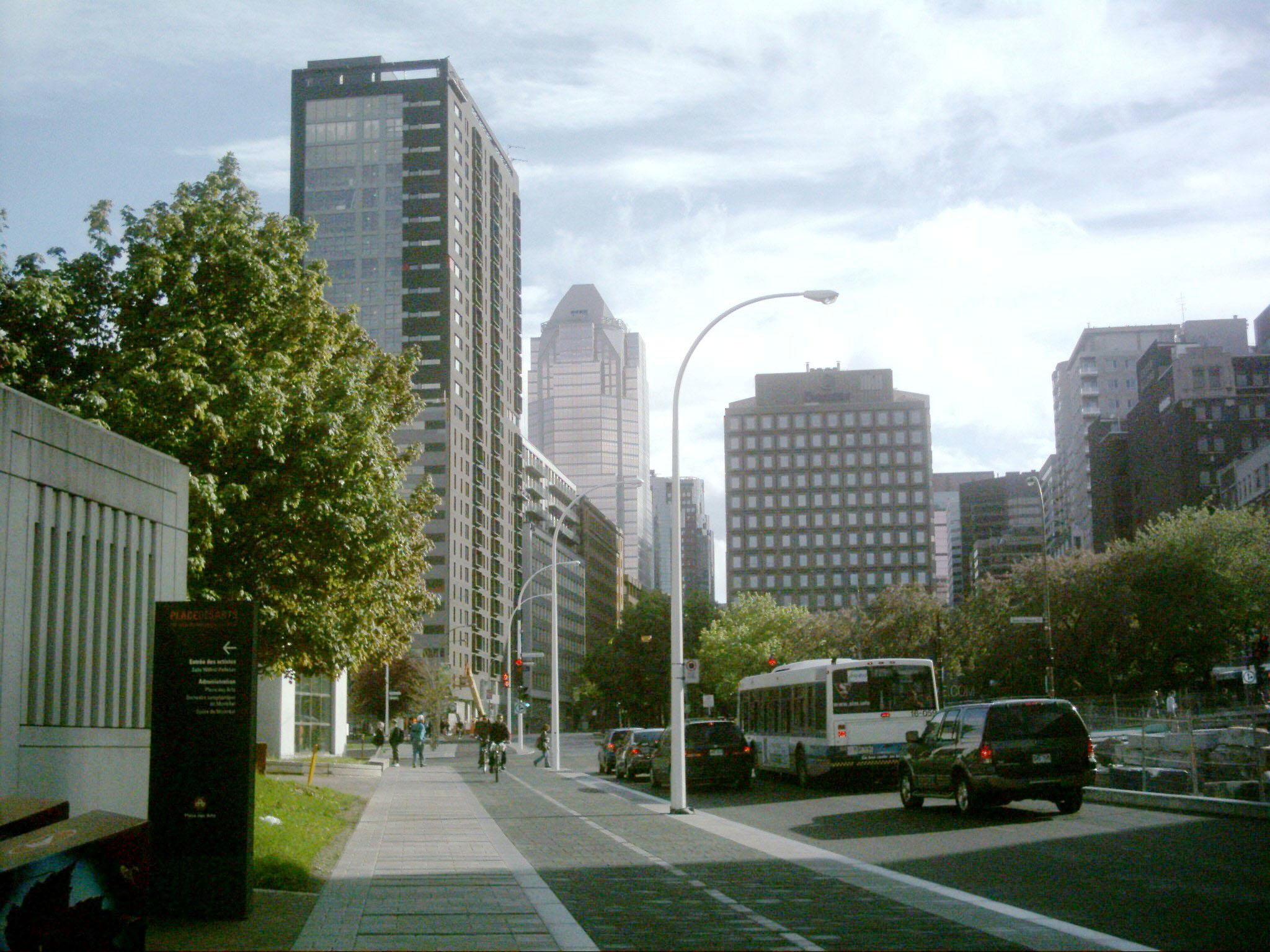
Boulevard De Maisonneuve et la piste cyclable Claire Morissette, derrière la Place des Arts en regardant vers l'ouest - mai 2010

Le boulevard De Maisonneuve est une artère majeure de Montréal.

## Situation et accès
D'orientation nord-est / sud-ouest, ce boulevard a une longueur d'environ 11 km. Il commence à la rue du Havre (une rue à l'est de la rue Frontenac dans l'arrondissement Ville-Marie),  et termine à la rue West Broadway dans l'ouest de la ville (arrondissement Côte-des-Neiges—Notre-Dame-de-Grâce), en face du campus Loyola de l'Université Concordia. C'est une artère à sens unique en direction ouest et elle est coupée en deux par le parc Westmount. Au centre-ville, elle se situe entre la rue Sainte-Catherine et la rue Sherbrooke.  
La ligne verte du Métro de Montréal suit le boulevard De Maisonneuve entre les stations Atwater et Papineau. La station Vendôme, sur la ligne orange, est également située sur ce boulevard.
Dans le secteur des affaires, des bâtiments résidentiels de prestige, comme Le Roc Fleuri et Le 1200, sont venus récemment s’intercaler depuis le milieu des années 2000 entre les tours de bureaux apparues, eux, au début des années 1990. D’est en ouest, on peut donc y voir des fonctions résidentielles, institutionnelles, d’affaires, en plus d’une augmentation de l’activité commerciale à l’ouest de la rue Peel.

## Origine du nom
Elle est nommée en l'honneur du fondateur de la ville, Paul de Chomedey, sieur de Maisonneuve.

## Historique
Le boulevard De Maisonneuve est officiellement créé en 1966 par l'intégration de plusieurs voies, dans le prolongement l'une de l'autre. Au centre-ville, ces anciennes voies ont été ré-aménagées pour pouvoir offrir une artère importante est-ouest, parallèle à la rue Sainte-Catherine et ainsi mieux desservir la circulation grandissante vers le centre-ville. Plusieurs travaux importants liés à la construction des stations de métro de la ligne verte du Métro de Montréal viendront modifier ces vieilles artères fusionnées en 1966. En effet, la plus importante portion de la ligne verte fut construite à ciel ouvert et les différentes rues furent unifiées au sein du boulevard de Maisonneuve quand le fossé fut remblayé.  
Plusieurs noms de rues sont ainsi disparus de la toponymie montréalaise à l'ouverture du Métro de Montréal (1966), tels les noms Western, Saint-Luc et Burnside Place qui rappelaient les deux principaux propriétaires des terrains soit l'Université McGill et les sulpiciens. Les sulpiciens ouvrent d'ailleurs trois rues en hommage aux évangélistes : Marc, Mathieu et Luc. 
Le boulevard De Maisonneuve, entre les rues Saint-Hubert et Saint-Mathieu, n’a donc pas bénéficié d’un aménagement qui lui est propre même si sa création officielle est plutôt récente (un peu plus d'une quarantaine d'années au centre-ville). Il est plutôt enclavé entre deux rues aux fortes personnalités, soit les rues Sherbrooke et Sainte-Catherine.
Cependant, au cours des 20 dernières années, le caractère multifonctionnel du boulevard De Maisonneuve a été renforcé. Les institutions déjà présentes, comme l’UQAM, la place des Arts et l’Université Concordia, ont construit de nouveaux immeubles et d’autres sont venus s’y greffer, comme la Grande bibliothèque, la Cinémathèque québécoise et la salle Pierre-Mercure. 
Toutefois, le caractère multifonctionnel peut encore apparaître hétéroclite limitant le boulevard à un axe de transport. Pour résoudre cette problématique, la Ville de Montréal a entrepris un vaste chantier en 2005 pour reconfigurer le boulevard.

### Travaux majeurs en 2005-2012
Des travaux majeurs d'aménagement urbains sont en réalisation, de 2006 à 2011, sur le boulevard De Maisonneuve, entre les rues Saint-Mathieu et Peel, ainsi que sur certaines rues transversales dans le secteur de l’Université Concordia. L'ensemble de ces travaux s'effectue avec un budget total de 22,4 millions $, incluant l’aménagement de la place Norman-Bethune. De plus, les travaux importants en cours dans le Quartier des spectacles permettront un réaménagement important du boulevard sur le tronçon se situant entre le boulevard Saint-Laurent et la Place des Arts.
En 2008, en parallèle à tous les travaux en cours sur cette artère, la Ville de Montréal complète un tronçon majeur de son réseau cyclable en inaugurant 3,4 km de piste cyclable du boulevard De Maisonneuve, de la rue Berri à la rue Atwater. Le 19 juin 2008, le conseil municipal de Montréal inaugure officiellement la nouvelle piste cyclable Claire Morissette, du nom d'une militante de la cause du cyclisme urbain. Depuis l'hiver 2009-2010, elle est la seule piste cyclable déneigée sur le territoire de la ville.

## Bâtiments remarquables et lieux de mémoire
Plusieurs bâtiments importants sont situés sur le boulevard De Maisonneuve, notamment la Grande Bibliothèque du Québec, l'Université du Québec à Montréal, la place des Arts, les deux campus de l'Université Concordia (Sir George Williams et Loyola), le Club de Curling Royal Montréal, le Forum de Montréal et le Collège Dawson.  La ville souterraine de Montréal est accessible par le boulevard, notamment entre la rue McGill College et la rue University.